# August Markwordt
August Markwordt (16. Januar 1832 in Magdeburg – 22. Juni 1900 in Riga) war ein deutscher Theaterschauspieler und Opernsänger (Tenor).

## Leben
Markwordt begann zunächst eine Schriftsetzerlehre, wirkte aber nebenbei bei Liebhabertheatern mit. Mit 17 Jahren entschied er sich endgültig für die Theaterlaufbahn und debütierte am 17. November 1849 in der kleinen Rolle des „Juweliers“ im Verschwender am Theater Magdeburg. Anfänglich wirkte er in zweiten oder dritten Liebhaberpartien, bis man ihm zum komischen Fach riet. Diesen Versuch wagte er als „Fridolin“ im Gang nach dem Eisenhammer. Danach war er in Strelitz, Posen, Hamburg, am Aktientheater in Rostock, am Stralsunder Theater, am Sommertheater in Leipzig und in Mainz, bevor er 1858 ans Landestheater Prag berufen wurde, wo er als „Doktor Peschke“ erfolgreich debütierte. 1862 ging er nach Wien ans Carltheater und 1864 nach Riga. Dort war er lange im Fach der jugendlich-komischen Rollen tätig und sang auch als Tenorbuffo in lyrischen Partien. 
Markwordt verließ Riga nicht mehr und wurde anlässlich seines 50-jährigen Bühnenjubiläums zum Ehrenmitglied des Theaters Riga ernannt. Seine Abschiedsvorstellung gab er am 15. Mai 1900 als „Justus Wörmann“ in Mauerblümchen. Seinen Ruhestand konnte er nicht lange genießen, denn er verstarb bereits einige Wochen später, am 22. Juni 1900.
Seine Tochter Clara Markwordt war ebenfalls Theaterschauspielerin.